# At the Foot of the Scaffold
At the Foot of the Scaffold è un cortometraggio muto del 1913 diretto da Warwick Buckland.

## Trama
Un evaso, sul punto di morte, confessa il delitto di un banchiere per cui era stato ingiustamente accusato un impiegato.

## Produzione
Il film fu prodotto dalla Hepworth.

## Distribuzione
Distribuito dalla Hepworth, il film - un cortometraggio in due bobine - uscì nelle sale cinematografiche britanniche nel gennaio 1913. Negli Stati Uniti, dove venne presentato il 10 luglio dello stesso anno, fu distribuito dalla Kineto Films
Si conoscono pochi dati del film che, prodotto dalla Hepworth, fu distrutto nel 1924 dallo stesso produttore, Cecil M. Hepworth. Fallito, in gravissime difficoltà finanziarie, il produttore pensò in questo modo di poter almeno recuperare il nitrato d'argento della pellicola.